# Henderson (Luisiana)
Henderson é uma cidade  localizada no estado americano de Luisiana, na Paróquia de St. Martin.

## Demografia
Segundo o censo americano de 2000, a sua população era de 1531 habitantes.
Em 2006, foi estimada uma população de 1571, um aumento de 40 (2.6%).

## Geografia
De acordo com o United States Census Bureau tem uma área de
4,4 km², dos quais 4,3 km² cobertos por terra e 0,1 km² cobertos por água.

## Localidades na vizinhança
O diagrama seguinte representa as localidades num raio de 24 km ao redor de Henderson.